# ماینلیر کلاس تیسابام
ماینلیر کلاس تیسابام (به انگلیسی: Tsubame-class minelayer) یک کلاس از کشتی است که طول آن ۶۸٫۸۰ متر (۲۲۵ فوت ۹ اینچ) می‌باشد. این کلاس از کشتی در سال ۱۹۲۹ ساخته شد.